# Pusztaszemes
Pusztaszemes é um município da Hungria, situado no condado de Somogy. Tem 10,39 km² de área e sua população em 2019 foi estimada em 336 habitantes.